# Национальный академический драматический театр имени Якуба Коласа

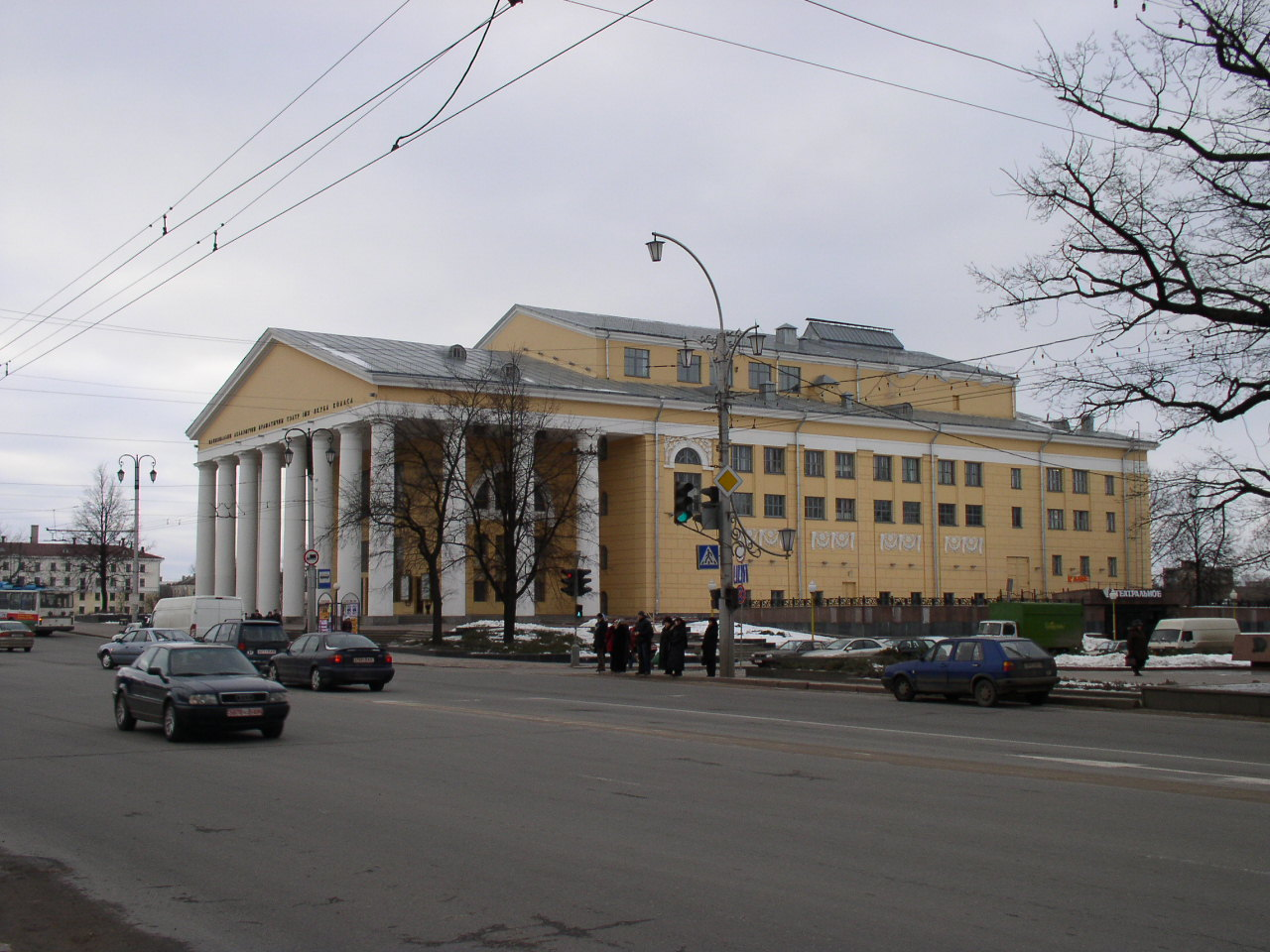
Театр им. Якуба Коласа в 2008 году

Национальный академический драматический театр им. Якуба Коласа (бел. Нацыянальны акадэмічны драматычны тэатр імя Якуба Коласа) — драматический театр в городе Витебск.

## История
Театр создан 21 ноября 1926 года в Витебске как Второй Белорусский Государственный театр (БГТ-2) из выпускников Белорусской драматической студии в Москве. Первоначально репертуар театра состоял из постановок, подготовленных в этой студии. Первый спектакль — «В былые времена» И. Бэна. Студией также были подготовлены для театра спектакли «Царь Максимилиан» в обработке А. Ремизова и Н. Мицкевича, «Сон в летнюю ночь» У. Шекспира, «Эрот и Психея» Е. Жулавского, «Вакханки» Еврипида. В конце 1920-х годов в театре осуществлены постановки «Разлом» Б. Лавренёва, «Первая конная» В. Вишневского.

В годы Великой Отечественной войны с 1941 года театр работал в Уральске, а затем (1943—1944) — в Орехово-Зуеве. В октябре 1944 г. театр возвратился в Витебск.
В 1944 году театру присвоено имя Якуба Коласа. В 1946 году за спектакль «Нестерка» В. Вольского театру присуждена Сталинская премия.

С 1964 года театр работает в здании на площади Тысячелетия Витебска (построено в 1958 г., арх. А. Максимов, И. Рыскина). 

В 1977 году театру присвоено звание академического, в 2001 г. — национального.

## Здание театра
Современное здание театра (архитекторы А. Максимов и И. Рыскина) построено в 1958 году. Главным фасадом обращено к площади 1000-летия Витебска (ранее — Театральная площадь). Главный фасад в виде восьмиколонного дорического портика, завершённого треугольным фронтоном. Боковые фасады украшены рустом, пилястрами. Задний фасад решён в виде четырёхколонного портика. Трёхъярусный зрительный зал с партером и двумя балконами вмещает 758 зрителей.

## Награды
- Орден Трудового Красного Знамени (13 октября 1976 года) — за заслуги в развитии советского театрального искусства[2].
- Почётная грамота Национального собрания Республики Беларусь (14 декабря 2006 года)  — за большой вклад в реализацию социальной политики Республики Беларусь, укрепление межгосударственных связей и заслуги в развитии и пропаганде национального театрального искусства[3].
- Государственная премия СССР (1946) — за спектакль «Нестерка» В. Вольского
- Государственная премия БССР (1968) — за спектакль «Шестое июля» М. Шатрова
- Премия Ленинского комсомола Беларуси (1976) — за спектакль «Сымон-музыкант» по Якубу Коласу